# 西郷菊次郎
西郷 菊次郎（さいごう きくじろう、1861年2月11日〈万延2年1月2日〉 - 1928年〈昭和3年〉11月27日）は、日本の政治家、外交官。

## 生涯

### 幕末
遠島の身分であった時代の西郷隆盛と愛加那の長男として、万延2年1月2日（1861年2月11日）、奄美大島の龍郷で生まれた。同父母妹に菊草がいる。異母弟に嫡弟の寅太郎、午次郎、酉三。妻・久子との間に7男7女を設けた。
9歳で鹿児島の西郷本家に引き取られ、12歳でアメリカへの留学の途についた。2年6ヶ月に及ぶ留学生活を終え、帰国して3年後の17歳のとき、1877年、西南戦争に薩軍の一員として参戦。2月25日から27日までの『高瀬大会戦』（熊本県玉名市）において右足に銃弾を受け負傷。その後膝下を切断。宮崎県延岡市の北川町俵野の「児玉惣四郎宅」で療養。和田越えの戦闘で多数の死傷者を出した薩軍は俵野に陣を移し、今後の動向について軍議を重ねた。
その結果、可愛嶽を越えて三田井に抜けることを決意。戦闘にて重傷を負っていた菊次郎は、桐野利秋の計らいにて他の負傷兵と共に俵野に取り残した。その際に隆盛の老僕であった、永田熊吉をつけておいた。熊吉は、負傷した菊次郎を背負い、隆盛の弟である西郷従道のもとへ投降した。従道は甥の投降を喜び、熊吉に礼を言ったとされる。
菊次郎が療養し父の隆盛と別れた延岡市北川町長井には「菊次郎加療の地」の案内板がある。

### 明治
西南戦争後、23歳で外務省に入り、アメリカ公使館や本省で勤務。1887年（明治20年）6月に再びアメリカへの留学。新渡戸稲造から情報を得て、彼と同じジョンズ・ホプキンス大学政治学科に在籍した。右足の宿痾により留学を中断し、帰国の後、23年1月宮内省式部官。日清戦争で日本が台湾を得た1895年（明治28年）、台湾に転じ、基隆支庁長、宜蘭長官（4年半）に就任。日本に帰国後、京都市長（6年半）などの任にも就く。

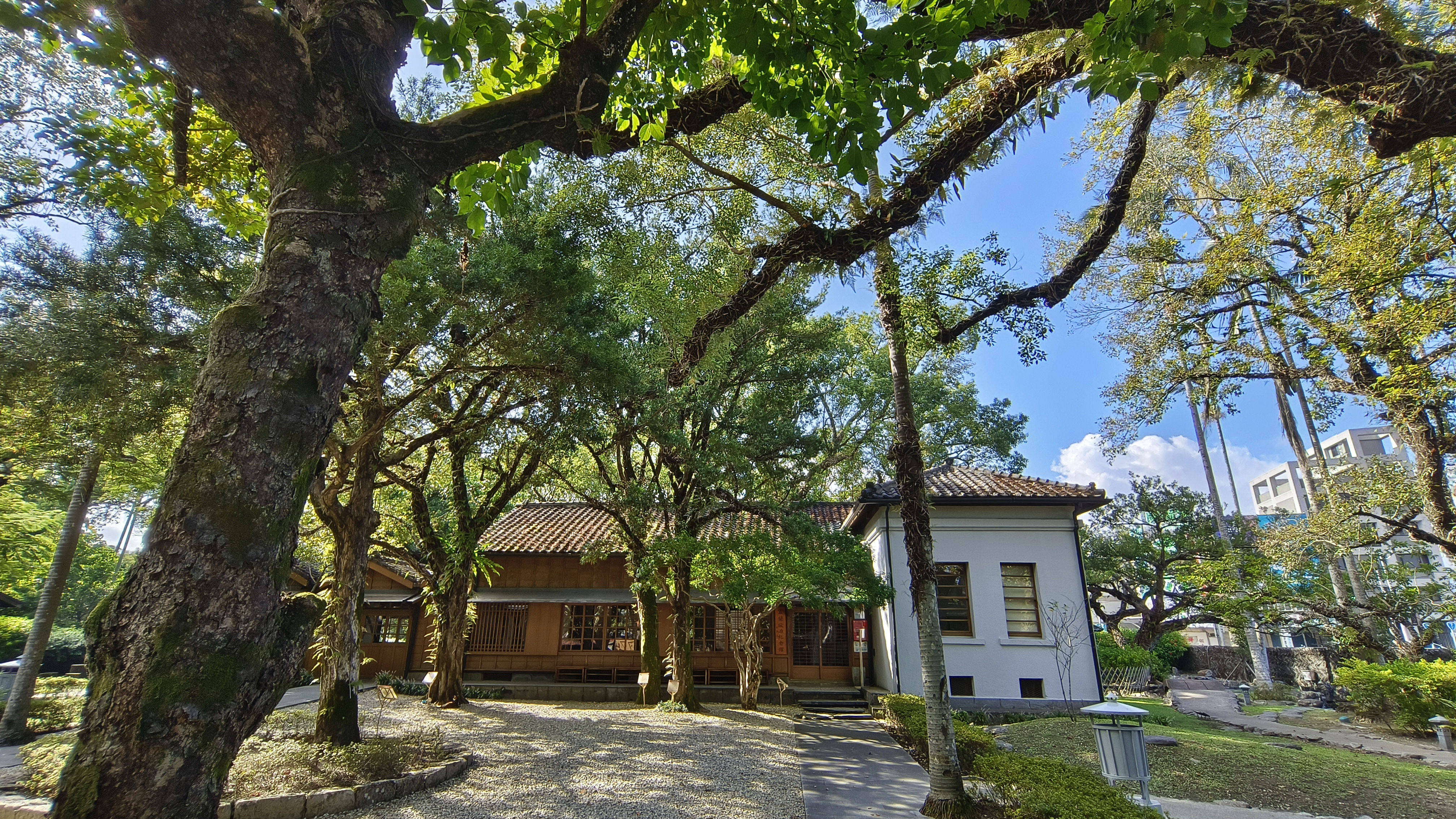
宜蘭長官官邸（台湾宜蘭県宜蘭市）

京都市長在任期間は約7年間におよびこの期間に「京都百年の大計」として京都市三大事業「第二琵琶湖疏水（第二疏水）開削」、「上水道整備」、「道路拡築および市電敷設」を推進した。巨額を要する三大事業の財源が大きな困難として立ちはだかったが、1909年（明治42年）6月に三井銀行の協力を取り付けてフランス・パリのシンジケート引き受けで4,500万フランの外債を発行して資金を調達した。
1911年（明治44年）、病気を理由に京都市長を辞職した。辞任後、鹿児島県に帰郷したが、その功績により多額の慰労金が京都市より贈呈されることがきまり、療養中の菊次郎がそれを受け取り、感謝する旨の助役あての書翰が残っている。１年の療養ののち1912年（明治45年）7月、島津家管理の永野金山鉱業長に就任した。在任中は夜学校を開き、自費で武道場を建てるなど、青少年人材育成と地域づくりに多大な貢献をし、在任8年目の1920年（大正9年）に辞職した。
1928年（昭和3年）11月27日に鹿児島市薬師町の自宅で心臓麻痺により死去した。満67歳没。墓所は鹿児島市西郷家墓地。

## 年譜

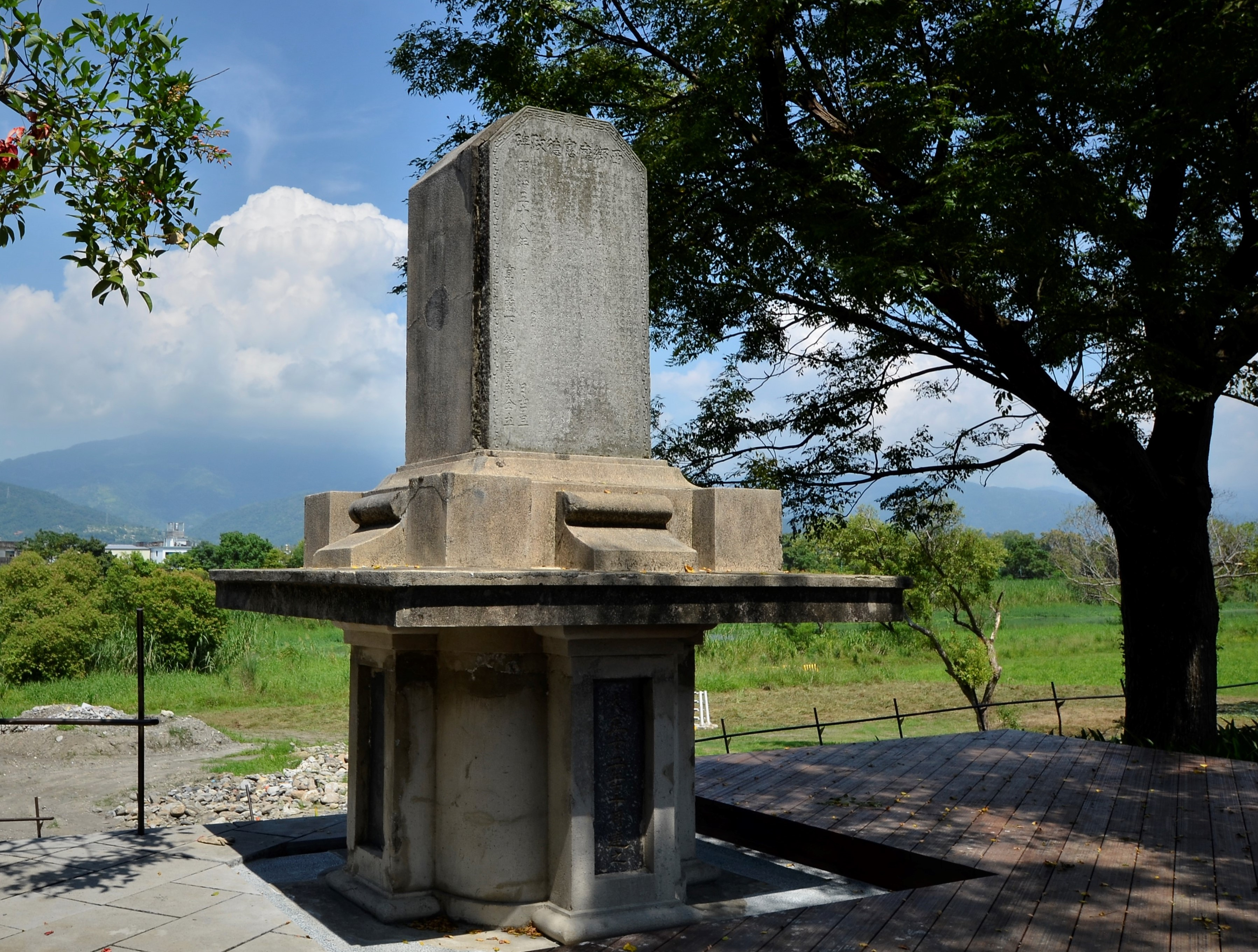
西郷庁憲德政碑（台湾宜蘭県宜蘭市）

- 1861年（万延02年）1月2日 - 西郷隆盛と龍一族佐栄志の娘愛加那の長子として奄美大島龍郷にて誕生。
- 1869年（明治02年） - 鹿児島市の西郷本家に引き取られる。
- 1872年（明治05年） - 12歳にしてアメリカ合衆国に留学。農業学を学ぶ。
- 1877年（明治10年） - 西南戦争に従軍。右足を被弾し膝から下を失う。叔父で陸軍中将の西郷従道の元へ投降。
- 1884年（明治17年） - 外務省入省。米国公使館勤務。
- 1887年（明治20年） - 再度アメリカ合衆国留学
- 1890年（明治23年）10月24日 - 宮内省式部官、奏任官三等[5]
- 1895年（明治28年） - 台湾台北県基隆宜蘭支庁長に就任
- 1897年（明治30年） - 台湾宜蘭庁長官に就任
- 1904年（明治37年）10月12日 - 2代目京都市長に就任
- 1912年（明治45年） - 島津家山ケ野金山鉱業館長に就任。

## 栄典・授章・授賞
位階
- 1886年（明治19年）7月8日 - 正八位[6]
- 1898年（明治31年）10月21日 - 従六位[7]
- 1900年（明治33年）12月27日 - 正六位[8]
- 1928年（昭和3年）11月27日 - 従五位[9]

勲章等
- 1896年（明治29年）3月31日 - 勲六等瑞宝章[10]
- 1906年（明治39年）4月1日 - 勲四等旭日小綬章[11][9]

外国勲章佩用允許
- 1908年（明治41年）3月9日 - 大韓帝国：勲二等太極章[12]

## 系図
```
　糸子
  ┃┃
　┃┃
　┃┣━┳
寅太郎
━━━┳隆幸
　┃┃　┣午次郎┳隆一┣隆輝
  ┃┃　┗酉三　┣隆次┣
吉之助
━吉太郎

西郷隆盛
　　　  ┣正二┣隆永
  ┃┃　　　　　┗芳子┣隆國
  ┃┃　　　　　　　　┣隆明┳隆晄
  ┃┣━┳
菊次郎
┳隆吉┣隆正┗隆廣
  ┃┃　┗菊子　┣隆治┗隆徳
  ┃┃　　　　　┣
隆秀

　愛子　　  　　┣隆泰┳
隆文

　　　　    　　┣隆清┗等
　　　　　　　　┣
準

　　　　　　　　┣潔
　　　　　　　　┣ハナ
　　　　　　　　┣治
　　　　　　　　┣洲子
　　　　　　　　┣淑
　　　　　　　　┣泰
　　　　　　　　┣潔子
　　　　　　　　┗清子
```

その他の親族
- 二女・治 ‐ 長崎省吾の孫・長崎栄十郎の妻[13]
- 三女・洲子 ‐ 平賀敏長男・平賀太郎の妻[14]
- 叔父・西郷従道 ‐ 内務大臣
- 従弟・西郷従徳 ‐ 貴族院議員。従道の二男。
- 従弟・西郷豊彦 ‐ 貴族院議員。従道の三男。
- 従弟・上村従義 ‐ 貴族院議員。従道の四男。

## 備考
- 京都市長時代の邸宅は、聖護院門跡内にありその居宅は北御殿であった[2]。
- 2018年（平成30年）3月、京都市長時代に撮影された菊次郎の家族写真に妹の菊草が写っているとの報道があった[15]。龍郷町に写真を寄贈された菊次郎の子孫によると菊草の写る写真として代々大切に保管されていたという。また、2023年（令和5年）には西郷寅太郎や西郷隆準らと洋行中の1885年（明治18年）に米国のワシントンで撮影された写真が発見された[新聞 1]。
- 2018年（平成30年）8月19日、西郷菊次郎ゆかりの5自治体（京都府京都市、鹿児島県龍郷町・さつま町、熊本県菊池市、中華民国宜蘭県宜蘭市）が、「西郷菊次郎翁を縁とした交流」を行った[新聞 2]。
- 2018年（平成30年）11月22日に門川大作京都市長より特別感謝状が贈られる[16][新聞 3][新聞 4][新聞 5][新聞 6]。

#### 本文
1. ↑   宮崎県総合政策部記紀編さん記念事業推進室: “神話の源流〜はじまりの物語 運命の出逢いを辿る延岡の旅” (PDF). みやざき観光情報「旬ナビ」.   宮崎県観光協会. 2023年4月24日時点のオリジナルよりアーカイブ。2023年8月30日閲覧。
2. 1 2  佐野静代「西郷菊次郎の来歴に関する再検討 : 横浜・米国・台湾・京都」『人文學』第202巻、同志社大学人文学会、2018年11月、1-58頁、CRID 1390290699892716288、doi:10.14988/pa.2018.0000000345、ISSN 0447-7340。
3. ↑  京都市蔵　原田良子「明治維新裏話　西郷菊次郎 受け継がれた敬天愛人」（産経新聞 2019年3月19日）前掲註同「西郷隆盛の娘 菊草の終焉地について」（京都地名研究会『地名探究』第17号2019年）同「西郷菊次郎 書簡の紹介（史料紹介）」(西郷南洲顕彰会『敬天愛人』第37号2019年9月)に詳しい。
4. ↑  さつま町人物伝編集委員会編会『さつま町人物伝』（さつま町郷土史研究　2015年）
5. ↑  『官報』 1890年10月24日
6. ↑  『官報』第908号「叙任及辞令」1886年7月12日。
7. ↑  『官報』第4595号「叙任及辞令」1898年10月22日。
8. ↑  『官報』第5249号「叙任及辞令」1900年12月28日。
9. 1 2  『官報』第581号「叙任及辞令」1928年12月4日。
10. ↑  『官報』第3861号「叙任及辞令」1896年5月15日。
11. ↑  『官報』第7417号「叙任及辞令」1908年3月20日。
12. ↑  『官報』第7415号「叙任及辞令」1908年3月18日。
13. ↑  長崎栄十郎『人事興信録』第8版、昭和3(1928)年
14. ↑  平賀敏『人事興信録』第8版、昭和3(1928)年
15. ↑  西郷と愛加那の長女菊子か　菊次郎のひ孫宅で写真発見、南海日日新聞2018年3月2日。
16. ↑  “西郷菊次郎 第2代京都市長殿に特別感謝状を贈呈！”.   門川代作 OFFICIAL (2018年11月15日). 2021年2月25日時点のオリジナルよりアーカイブ。2023年8月30日閲覧。

#### 新聞
1. ↑  「西郷隆盛の息子らの「力強い」集合写真発見…西南戦争後の「復権の先駆けを象徴」」『読売新聞オンライン』2023年5月12日。オリジナルの2023年8月11日時点におけるアーカイブ。2023年8月30日閲覧。
2. ↑  「西郷ゆかりの5自治体が交流連携 龍郷町で共同宣言」『南海日日新聞』2018年8月20日。オリジナルの2023年4月8日時点におけるアーカイブ。2023年8月30日閲覧。
3. ↑  「京都市が西郷菊次郎へ特別感謝状、孫の隆文さんに贈呈」『読売新聞オンライン』2018年11月22日。オリジナルの2018年12月2日時点におけるアーカイブ。2023年8月30日閲覧。
4. ↑  本多由佳「京都）西郷どんの息子に感謝状 ひ孫が受け取る 京都市」『朝日新聞デジタル』2018年11月17日。2023年8月30日閲覧。
5. ↑  「第2代京都市長・西郷菊次郎に感謝状 孫の隆文さん「墓前に報告」」『産経新聞』2018年11月16日。2023年8月30日閲覧。
6. ↑  「第2代京都市長 「三大事業」たたえ感謝状 ／京都」『毎日新聞』2018年11月17日。2018年11月16日閲覧。

## 関連作品
テレビドラマ
- 『田原坂』（1987年）（日本テレビ年末大型時代劇スペシャル、演：坂上忍）
- 『翔ぶが如く』（1990年、NHK大河ドラマ 演：六浦誠）
- 『西郷どん』（2018年、NHK大河ドラマ 演：城桧吏→今井悠貴→西田敏行）